# Bestemsu Özdemir
Bestemsu Özdemir (nacida el 20 de abril de 1992) es una actriz turca.

## Primeros año
Bestemsu Özdemir nació el 20 de abril de 1992 en Estambul, Turquía. Completó su educación en la Universidad Politécnica de Estambul en el departamento de Diseño de Moda. La actriz comenzó a modelar durante sus años de escuela secundaria. Los padres de Özdemir se separaron cuando ella tenía dos años, vivió con sus abuelos en Ankara durante tres años.

## Carrera
Özdemir comenzó su carrera como actriz en 2012, protagonizó la serie Sakarya Fırat e interpretó el personaje de Melike Derbent, que se transmitió en TRT 1. En el mismo año, hizo su debut en la serie Araf Zamanı y İstanbul Hatırısı e interpretó el personaje de Sultan. En 2014, hizo su debut en la serie Kara Para Aşk e interpretó el personaje de Nilüfer Denzer. En 2015, hizo su debut en la serie Analar ve Anneler e interpretó el personaje de Sevgi. El mismo año interpretó el personaje de Rosa en la película Tabula Rosa. En 2016, protagonizó la película Biz Size Döneriz e interpretó al personaje de Defne. El mismo año, protagonizó la serie İçerde. En el 2017, apareció en la película Dünyanın En Güzel Kokusu 2. En el mismo año, protagonizó Kırlangıç Fırtınası y Meryem y en la que interpretó al personaje de Beliz, que se transmitió en Kanal D.
En el 2018, interpretó el personaje de Fulya en la película Baba Nerdesin Kayboldum. En el mismo año, tuvo un papel principal en la serie Ege'nin Hamsisi e interpretó al personaje de Zeynep Gerginoğlu. En 2019, apareció en la serie Güvercin e interpretó al personaje de İpek, que se transmitió en Star TV. En el 2020, hizo su debut en la serie Akrep e interpretó al personaje de Selma.

## Vida personal
Özdemir salió con el actor turco Can Yaman, sin embargo se separaron. En el 2019 comenzó a salir con el abogado Nail Gönenli, asistieron al concierto de Oğuzhan Koç.

## Filmografía

### Películas
| Año  | Título                            | Papel         |
| ---- | --------------------------------- | ------------- |
| 2015 | Tabula Rosa                       | Rosa / Saadet |
| 2017 | Biz Size Döneriz                  | Defne         |
| 2017 | Dünyanın En Güzel Kokusu 2        | Candan        |
| 2018 | Baba Nerdesin Kayboldum           | Fulya         |
| 2021 | Milyonda Bir                      | Rüya          |
| 2022 | Müjdemi İsterim                   |               |
| 2023 | Nefes: Yer Eksi İki               | Şebnem        |
| 2023 | Operation Fortune: Ruse de Guerre | Vivienne      |

### Televisión
| Año     | Título            | Papel             | Notas                      |
| ------- | ----------------- | ----------------- | -------------------------- |
| 2012    | İstanbul Hatırası | Sultan            | 20 episodios               |
| 2012    | Araf Zamanı       |                   | 21 episodios               |
| 2012-13 | Sakarya Fırat     | Melike Derbent    | 38 episodios (temporada 4) |
| 2014–15 | Kara Para Aşk     | Nilüfer Denizer   | 54 episodios               |
| 2015    | Analar ve Anneler | Sevgi Tinar       | Episodio 7                 |
| 2017–18 | Meryem            | Beliz Bilen       | 30 episodios               |
| 2018    | Ege'nin Hamsisi   | Zeynep Gerginoğlu | 23 episodios               |
| 2020    | Güvercin          | İpek              | 9 episodios                |
| 2021    | Akrep             | Selma             | 8 episodios                |
| 2021    | İkimizin Sırrı    | Ece Kaya          | 10 episodios               |
| 2022    | Gecenin Ucunda    | Serra Pekdemir    |                            |